# ناحیه ذراع بن خده
ناحیه ذراع بن خده (به عربی: دائرة ذراع بن خدة) یک ناحیه در الجزایر است که در استان تیزی وزو واقع شده‌است.